# Mario Gentilini
Mario Gentilini  ( Luzzara , 8 juillet 1909 - Milan, février 1988 )  était un italien responsable de 1949 à 1980 de la publication Topolino chez Mondadori.

## Biographie

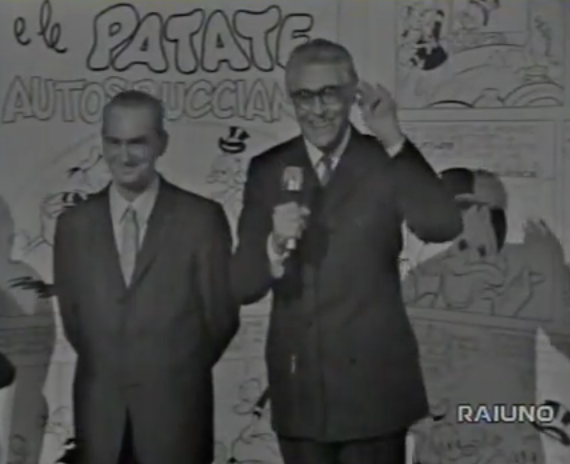
Luigi Silori avec Mario Gentilini, Canzonissima, RAI, 1968

## Récompenses
Il a été nommé Disney Legends en 1997 à titre posthume.